# 風の沢ミュージアム
風の沢ミュージアム（かぜのさわミュージアム）は、宮城県栗原市一迫にある美術館である。

## 概要
2010年より前身の風の沢ギャラリーから名称を変更。2010年から2014年までの5年間、「思考」をテーマにした個展を年間を通して1人の芸術家にフォーカスを当て開催。2010年「陶」、2011年「華」、2012年「紙」、2013年「木」、2014年「土」と、各年のテーマは素材。2014年からディレクターにユミソンを迎え、2015年から素材のテーマ展は廃止し、現代美術を対象とする。
2008年（平成20年）の岩手・宮城内陸地震の鎮魂をきっかけに、「くりはら万葉祭 -土と火のまつり- 」開催し、以降年間行事となる。
主な展示は、おかざき乾じろ（岡崎乾二郎）、アートユーザーカンファレンス、泉田之也、伊藤光治郎、本濃研太、松田隆作

## 主な施設・設備
施設は、築約200年の古民家を利用した現代美術館、板倉を改装した民藝館、カフェ&ショップ、里山公園など。

## 所在地・交通
所在地
- 〒987-2302 宮城県栗原市一迫片子沢外の沢11

鉄道
- JR東日本東北新幹線 くりこま高原駅下車 （駅からタクシーで約30分）

バス
- 「一迫総合支所前」 仙台から70分／東日本急行 一迫総合支所前線
- 「築館」 仙台から60分／東日本急行 栗原市金成庁舎前線
- 「有賀沢」 築館から20分／市民バス 岩ヶ崎線
- 「一迫商業高校前」 築館から15分／市民バス 花山線